# 弗朗索瓦·勒克莱尔·杜特朗布莱

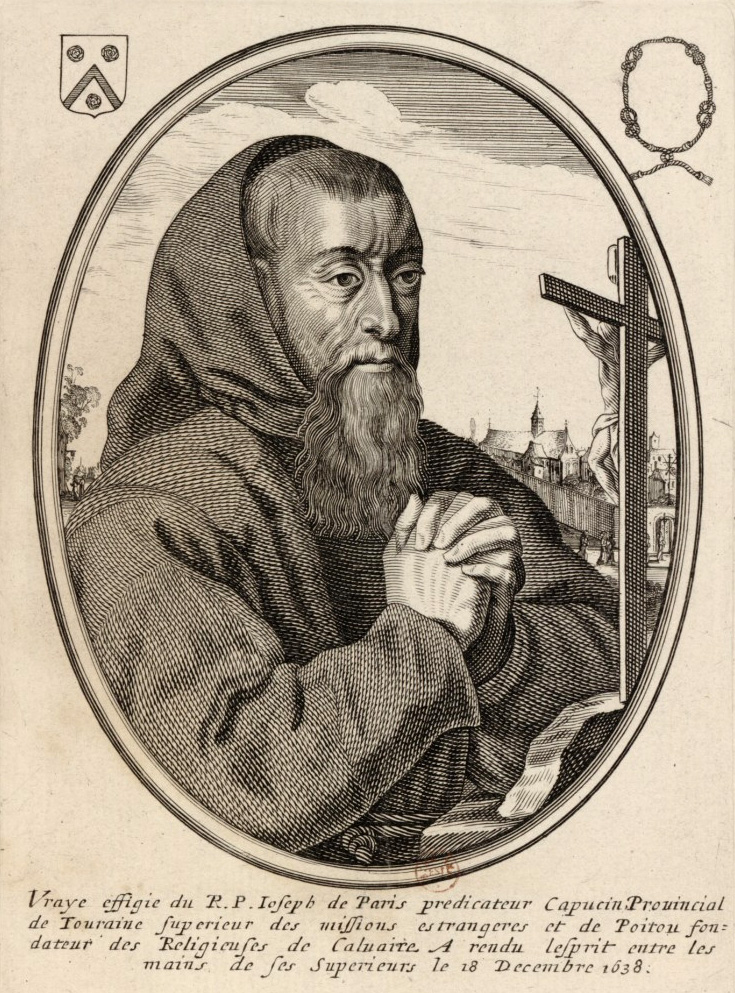
肖像雕刻 (法国国家图书馆)

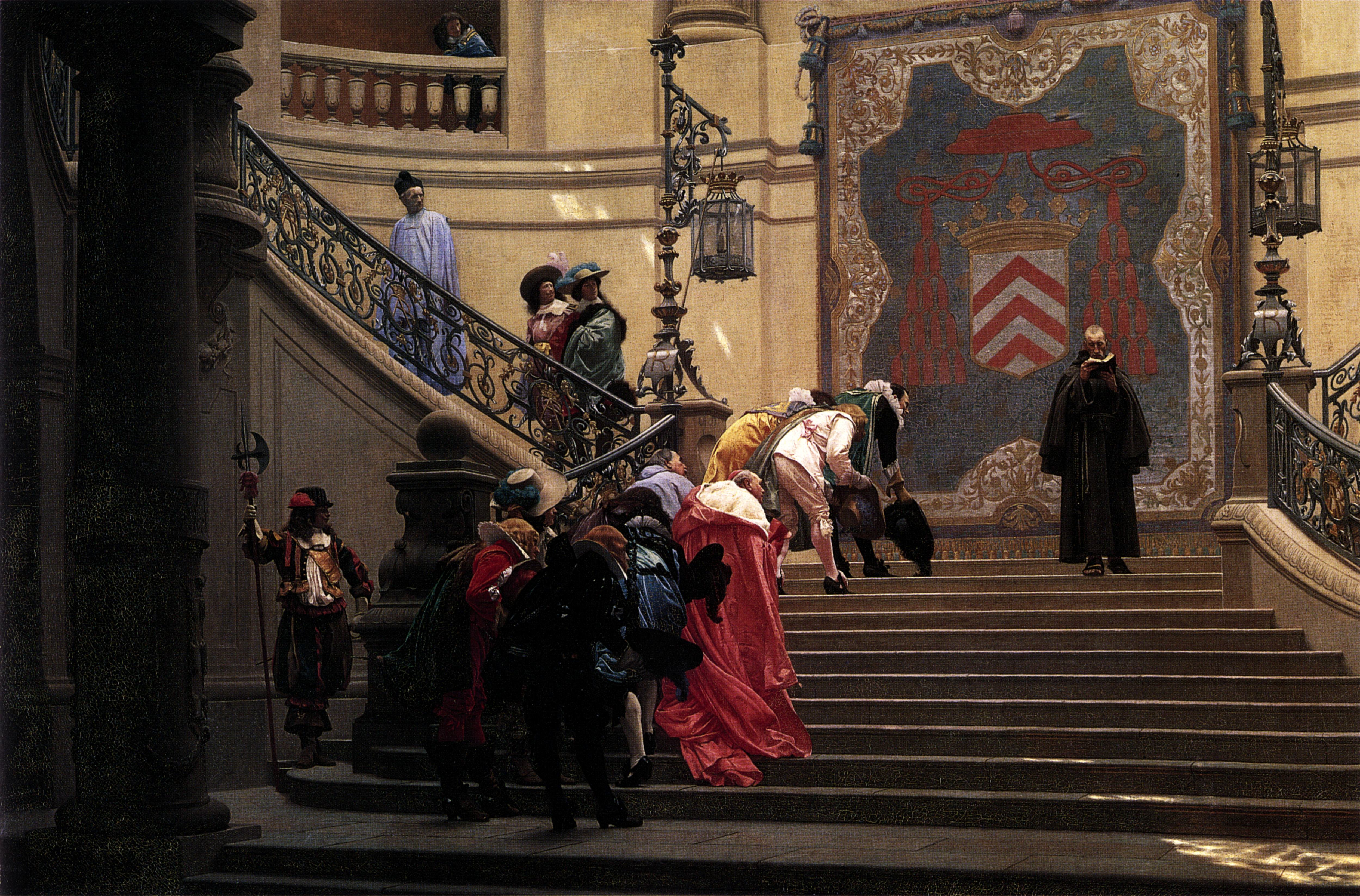
让-里奥·杰洛姆于1873年所绘：“灰衣主教”弗朗索瓦·勒克莱尔·杜特朗布莱正在走下楼梯。

弗朗索瓦·勒克莱尔·杜特朗布莱（法語：François Leclerc du Tremblay，1577年11月4日—1638年12月17日）是法国天主教会的修士，红衣主教黎塞留的知己和政治盟友。他也是一位以灰衣主教而著称的杰出顾问与决策者。

## 生平
勒克莱尔在1599年进入巴黎圣奥诺雷修道院成为一名修士，他作为一个虔诚的天主教信徒，期间他接受了系统的古典神学教育，他还于1595年远赴意大利游历，他在返回国内后从事军火方面的事业。他曾在1597年参加了亚眠围城战，其后又以法国大使馆随员的身份前往伦敦参与外交谈判。
他于1600年2月3日放弃了世俗事务并进入了奥尔良的嘉布遣会修道院，他以极大的热情再度回归宗教生活，他成为当时著名的传教士和宗教改革家。他在1606年帮助丰特夫罗修道院一位名叫安托瓦内特·奥尔良-朗格维尔的修女建立了革新之后的加略山圣母会，并为修女们撰写了一本虔诚手册。他的传教热情使他专注于派遣传教士前往胡格诺运动的中心去传播天主教。
勒克莱尔在娄盾会议期间正式开始从政，在会议上他作为王太后玛丽·德·美第奇和教宗特使的心腹，首次提出了高卢主义的概念。他也成功使孔代亲王与太后宠臣康西诺·孔奇尼达成了妥协并说服以孔代亲王为首的贵族们重申了对国王路易十三的支持。1612年，他与红衣主教黎塞留建立了个人友谊，从而确立了他作为最受黎塞留信任的代理人的地位。尽管他从未被晋封为主教，但他普遍被人们称作“灰衣主教”（该称号来源于勒克莱尔常年穿着的灰色修士斗篷，以及黎塞留授予他的“杰出”的头衔）。
1627年，勒克莱尔参与指挥了拉罗歇尔围城战，纯粹的宗教情结也使他成为黎塞留反对哈布斯堡王朝的政治盟友。他的梦想是再次促使欧洲对奥斯曼帝国进行十字军东征，他深信哈布斯堡王朝是实现这一目标的障碍；他协助黎塞留在雷根斯堡会议上充分发挥了外交谋略，以挫败哈布斯堡皇帝斐迪南二世的强大攻势，随后勒克莱尔建议瑞典国王古斯塔夫二世和他的新教军队趁机进行干预，从而维持欧洲大陆的力量均势。
他在后来被时任宰相的黎塞留任命为战争大臣，在依旧保持简朴生活的同时，他继续致力服务于法国的外交和政治事业。他于1638年12月17日去世，当时黎塞留在他临终前拜访他时说：“感谢英勇的约瑟夫神父（黎塞留对其的亲密称呼），是您让我们赢得了布雷萨赫战役。”